# Оператор (военное дело)

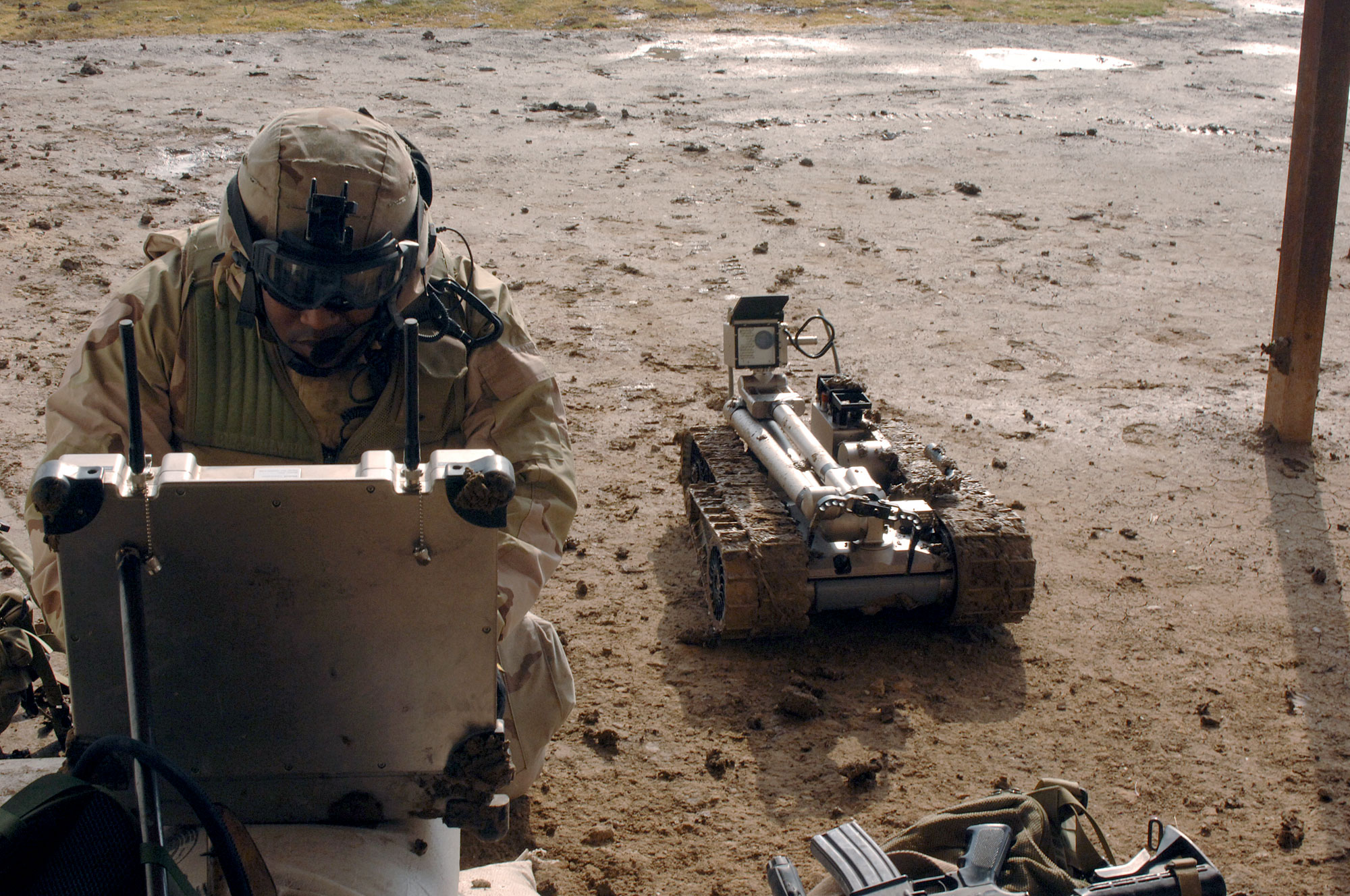
Оператор и робот ВС США для поиска взрывных устройств. Ирак.

Оператор (в военном деле) — военный специалист, выполняющий роль первичного управляющего звена в связке «оператор—машина», где под машиной подразумевается любой сложносоставной образец вооружения и военной техники (станция, комплекс или система).
В указанной комбинации, в терминах теории управления «машина» — это объект управления, «оператор» — субъект управления/воздействия/взаимодействия. В том случае, если основной выполняемой функцией оператора является ведение стрельбы из ствольного или ракетного вооружения, применяется уточняющий термин стрелок-оператор или наводчик-оператор. Вопросам взаимодействия оператора с машиной, повышения быстродействия звеньев, оптимизации затрат энергетических и других ресурсов, повышения качества и результативности боевой работы, снижения расходов времени и средств, и др. посвящена наука эргономика.

## Этимология
Исходно, в русскоязычной (советской) военной терминологии операторами именовались только военнослужащие, работающие с техникой, имеющей пульт управления, однако, по мере усложнения ВВТ, перечень военных учётных специальностей, содержащих формулировку «оператор», непрерывно расширялся и включал в себя всё новые специальности.

## Перспективы
Теоретически возможно и практически реализуемо, и военной науке известен целый ряд примеров, когда оператором экспериментальных образцов ВВТ выступало животное или птица (см., например, проект «Голубь», боевые дельфины, противотанковая собака), однако большинство указанных проектов не вышло за пределы опытно-конструкторских работ и не оправдало себя с точки зрения целесообразности. При этом, и человек, и представители фауны являются живыми операторами. С развитием военной науки и техники, внедрением передовых достижений научно-технического прогресса в сфере роботизации и автоматизации, теоретически возможно замещение человека высокоразвитыми машинами (роботами), которые будут обладать набором функций, позволяющих им управлять ВВТ низшего порядка.